# Michael Lotter
Michael Lotter (* um 1499 in Leipzig; † nach 1556 in Magdeburg) war ein deutscher Buchdrucker.

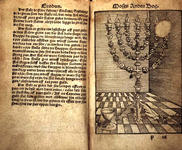
Druck Lotters: Das Alte Testament, dänische Übersetzung von Hans Tausen, 1535

## Leben
Geboren als Sohn Melchior Lotters des Älteren, folgte er 1523 seinem Bruder Melchior Lotter d. J. nach Wittenberg. Hier druckte er mit diesem gemeinsam die Schriften des Reformators Martin Luther und anderer Größen der Wittenberger Hochschule. 1529 wechselte er, vermutlich aufgrund des dort herrschenden Konkurrenzdruckes des Wittenberger Druckkonsortiums, auf Initiative des Magdeburger Kämmerers Ebeling Alemann nach Magdeburg. In der Zeit um 1529/1531 war er zunächst in Alemanns Haus Zum Lindwurm ansässig. In Magdeburg wurde er zum bedeutendsten Buchdrucker der Stadt. In seiner Werkstatt wurden die Werke Martin Luthers und anderer Größen der Reformation, so auch von Nikolaus von Amsdorf und Philipp Melanchthon, gedruckt. Es erschienen auch zahlreiche Schriften von Matthias Flacius.
Das Bild Magdeburgs als Hochburg der Reformation und „Unseres Herrgotts Kanzlei“ wurde maßgeblich durch sein Wirken bestimmt.
Die Stadt Magdeburg benannte ihm zu Ehren eine Straße (Michael-Lotter-Straße).